# Elke Gulden

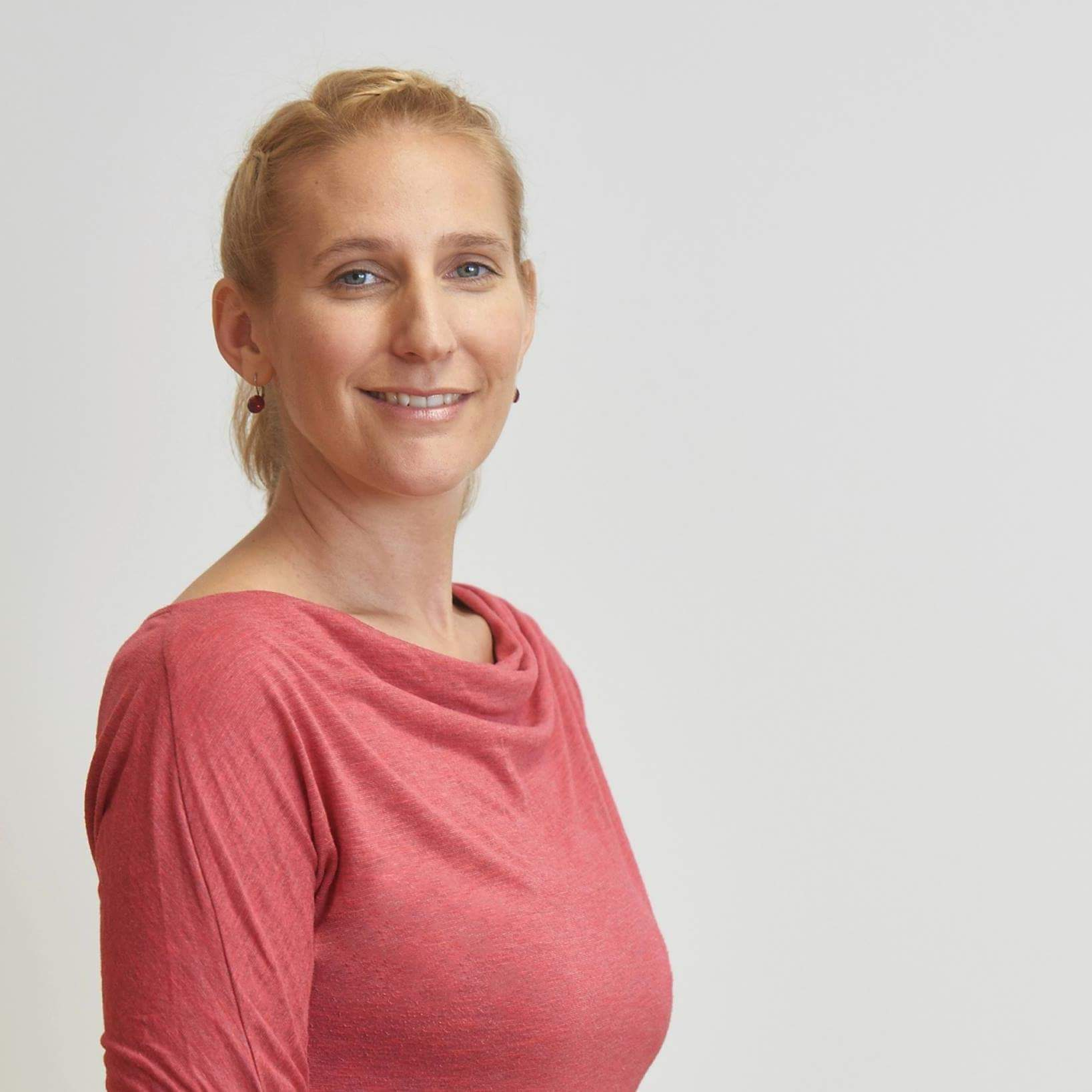
Elke Gulden 2016

Elke Gulden (* 28. Januar 1977 in Stuttgart) ist eine deutsche Musikpädagogin, insbesondere für frühkindliche musikalische Bildung, für Kindertagesstätten und Grundschule.

## Leben
Elke Gulden ist staatl. geprüfte Gymnastiklehrerin, Tanzpädagogin und Yogalehrerin. Sie leitet das Institut Elke Gulden, das zahlreiche Fortbildungen zur musikalischen Früherziehung, kreativen Bewegungserziehung und Kindertanz für Erzieherinnen und Lehrkräfte im In- und Ausland anbietet. Des Weiteren bietet sie eine berufsbegleitende Weiterbildung zur Bewegungs- und Musikpädagogischen Fachkraft an nach dem Konzept „Singende Tanzmäuse“. Gemeinsam mit Bettina Scheer veröffentlicht sie Bücher und Tonträger zur musikpädagogischen Arbeit mit Kindern von 0–8 Jahren.

## Zeitschriften
Seit 2014 ist Elke Gulden Mitherausgeberin der Zeitschrift „Musik in der Kita“ im Lugert Verlag in Zusammenarbeit mit Bettina Scheer. Beide sind für die Planung und Organisation der bundesweiten zweitägigen Kongresse „Musik in der Kita“ im Herbst zuständig (2016 Essen, 2017 Stuttgart, 2018 Koblenz, 2019 Hamburg und 2020 Stuttgart).

## Bücher (Auswahl)
- Singzwerge & Krabbelmäuse. Elke Gulden & Bettina Scheer, Ökotopia Verlag 2004, ISBN 3-936286-36-1.
- Kommt, singt einfach mit. Elke Gulden & Bettina Scheer, Verlag Herder 2005, ISBN 3-451-28905-9.
- Kinder spielen mit Orff-Instrumenten. Elke Gulden & Bettina Scheer, Don Bosco Verlag 2007, ISBN 978-3-7698-1610-5.
- KliKlaKlanggeschichten zur Advents- und Weihnachtzeit. Elke Gulden & Bettina Scheer, Don Bosco Verlag 2007, ISBN 978-3-7698-1638-9.
- KliKlaKlanggeschichten zur Herbst- und Lichterzeit. Elke Gulden & Bettina Scheer, Don Bosco Verlag 2009, ISBN 978-3-7698-1771-3.
- Tierische KliKlaKlanggeschichten. Elke Gulden & Bettina Scheer, Don Bosco Verlag 2010, ISBN 978-3-7698-1793-5.
- Tanzen in der Grundschule. Buch mit Audio-CD, Elke Gulden & Bettina Scheer, Limpert Verlag 2010, ISBN 978-3-7853-1805-8.
- Der kleine freche Tintenklecks. Buch mit Audio-CD, Elke Gulden & Bettina Scheer, Verlag Herder 2011, ISBN 978-3-451-32360-7.
- Jetzt ist Krippenspielkreiszeit. Elke Gulden & Bettina Scheer, Ökotopia Verlag 2011, ISBN 978-3-86702-151-7.
- Es tanzt die Kuh mit Stöckelschuh. Elke Gulden & Bettina Scheer, Don Bosco Verlag 2012, ISBN 978-3-7698-1907-6.
- Fröhliche Verse zum Kinderyoga. Elke Gulden & Bettina Scheer, Don Bosco Verlag 2012, ISBN 978-3-7698-1956-4.
- 3 Minuten Fitness. Elke Gulden & Bettina Scheer, Don Bosco Verlag 2013, ISBN 978-3-7698-1980-9.
- Kinder tanzen durch den Wilden Westen. Buch mit Audio-CD, Elke Gulden & Bettina Scheer, Ökotopia Verlag 2014, ISBN 978-3-86702-290-3.
- Bewegungshits für Jungs. Elke Gulden & Bettina Scheer, Don Bosco Verlag 2014, ISBN 978-3-7698-2088-1.
- Der bewegte Morgenkreis. Buch mit Audio-CD, Elke Gulden & Bettina Scheer, Don Bosco Verlag 2015, ISBN 978-3-7698-2092-8.
- Der lachende Morgenkreis. Buch mit Audio-CD, Elke Gulden & Bettina Scheer, Don Bosco Verlag 2016, ISBN 978-3-7698-2243-4.
- Juchee der erste Schnee. Musikalische Bilderbuchgeschichte, Elke Gulden & Bettina Scheer, Don Bosco Verlag 2016, ISBN 978-3-7698-2257-1.
- Heut bin ich ein Flummi! Bewegungsverse mit Musik. Buch mit Audio-CD, Elke Gulden & Bettina Scheer, Herder Verlag 2017, ISBN 978-3-451-37521-7.
- Mini-Musicals für die Winter- und Weihnachtszeit. Buch mit Audio-CD, Elke Gulden & Bettina Scheer, Don Bosco Verlag 2017, ISBN 978-3-7698-2319-6.
- Der bewegte Morgenkreis. Buch mit Audio-CD, Elke Gulden & Bettina Scheer, Don Bosco Verlag 2018, ISBN 978-3-7698-2092-8.
- Mini-Musicals aus dem Märchenwald. Buch mit Audio-CD, Elke Gulden & Bettina Scheer, Don Bosco Verlag 2018, ISBN 978-3-7698-2393-6.
- Tschingderassabum-Polonaisen, Tanzsspiele und Spaßlieder. Buch mit Audio-CD, Elke Gulden & Bettina Scheer, Don Bosco Verlag 2018, ISBN 978-3-7698-2378-3.
- Der Krippenkinder-Morgenkreis. Buch mit Audio-CD, Elke Gulden & Bettina Scheer, Don Bosco Verlag 2019, ISBN 978-3-7698-2415-5.

## Karten & Spiele
- K wie Krokodil. Klugspielkarten, Elke Gulden & Bettina Scheer, Ökotopia Verlag 2014, ISBN 978-3-86702-236-1.
- Wo Wie Was?! Klugspielkarten, Elke Gulden & Bettina Scheer, Ökotopia Verlag 2014, ISBN 978-3-86702-234-7.
- DingsdaBumsda. Klugspielkarten, Elke Gulden & Bettina Scheer, Ökotopia Verlag 2014, ISBN 978-3-86702-235-4.
- Gleich & Gleich. Klugspielkarten, Elke Gulden & Bettina Scheer, Ökotopia Verlag 2014, ISBN 978-3-86702-293-4.
- 4+1= Meins. Klugspielkarten, Elke Gulden & Bettina Scheer, Ökotopia Verlag 2015, ISBN 978-3-86702-310-8.
- Frühling to go. Elke Gulden & Bettina Scheer, Don Bosco Verlag 2014.
- Sommer to go. Elke Gulden & Bettina Scheer, Don Bosco Verlag 2014.
- Herbst to go. Elke Gulden & Bettina Scheer, Don Bosco Verlag 2014.
- Winter to go. Elke Gulden & Bettina Scheer, Don Bosco Verlag 2014.
- Jetzt fahrn wir übern See. Elke Gulden & Bettina Scheer, Don Bosco Verlag 2015.
- 30 Kinderyoga-Bildkarten: Übungen und Reime für kleine Yogis. Elke Gulden & Bettina Scheer, Gabriele Pohl, Don Bosco Verlag 2017.
- Na siehste. Klugspielkarten. Elke Gulden & Bettina Scheer, Ökotopia Verlag 2017, ISBN 978-3-86702-236-1.
- Ein Schuh, ein Ei, ein Papagei. Elke Gulden & Bettina Scheer, Don Bosco Verlag 2018.
- 30 Kinderyoga-Bildkarten. Gabi Pohl, Elke Gulden & Bettina Scheer, Don Bosco Verlag 2019.
- 30x befreiter Nacken-entspannte Schultern. Elke Gulden, Bettina Scheer & Eric Franklin, Don Bosco Verlag 2018.
- 30x Rückenschule-Bildkarten für Kinder. Elke Gulden, Bettina Scheer & Eric Franklin, Don Bosco Verlag 2020.
- Mit Punkt und Strich, so male ich - 30 lustige Ideen zu Malreimen und Sprechzeichnen. Elke Gulden & Bettina Scheer, Don Bosco Verlag 2020.

## Kamishibai mit CD
- Der Herbst, der Herbst, der Herbst ist da! Eine Klanggeschichte mit Audio-CD, Elke Gulden & Bettina Scheer, Don Bosco Verlag 2015.
- Frühling wird es nun bald. Eine Klanggeschichte mit Audio-CD, Elke Gulden & Bettina Scheer, Don Bosco Verlag 2016.
- Juchee der erste Schnee. Eine Klanggeschichte mit Audio-CD, Elke Gulden & Bettina Scheer, Don Bosco Verlag 2016.
- Traira, der Sommer, der ist da. Eine Klanggeschichte mit Audio-CD, Elke Gulden & Bettina Scheer, Don Bosco Verlag 2017.

## CDs
- Singzwerge & Krabbelmäuse. Ralf Kiwit, Bettina Scheer & Elke Gulden, Ökotopia Verlag 2004, ISBN 3-936286-37-X.
- Musikspielreise. Ralf Kiwit, Bettina Scheer & Elke Gulden, Ökotopia Verlag 2011, ISBN 978-3-86702-134-0.
- Jetzt ist Krippenspielkreiszeit. Ralf Kiwit, Bettina Scheer & Elke Gulden, Ökotopia Verlag 2011, ISBN 978-3-86702-152-4.
- Es tanzt die Kuh mit Stöckelschuh. Ralf Kiwit, Bettina Scheer & Elke Gulden, Don Bosco Verlag 2012, ISBN 978-3-7698-1907-6.
- Schaukelmaus & Kuschelkater. Ralf Kiwit, Bettina Scheer & Elke Gulden, Ökotopia Verlag 2012, ISBN 978-3-86702-169-2.
- Bewegungshits für Jungs. Ralf Kiwit, Elke Gulden & Bettina Scheer, Don Bosco Verlag 2014, ISBN 978-3-7698-2112-3.
- Poldi tanzt den Kirschkernrock. Elke Gulden & Bettina Scheer, Marco Wasem, Don Bosco Verlag 2017, ISBN 978-3-7698-2335-6.